# Magdalis frontalis
Magdalis frontalis är en skalbaggsart som först beskrevs av Leonard Gyllenhaal 1827.  Magdalis frontalis ingår i släktet Magdalis, och familjen vivlar. Arten är reproducerande i Sverige.